# Junior Eurovisiesongfestival 2008

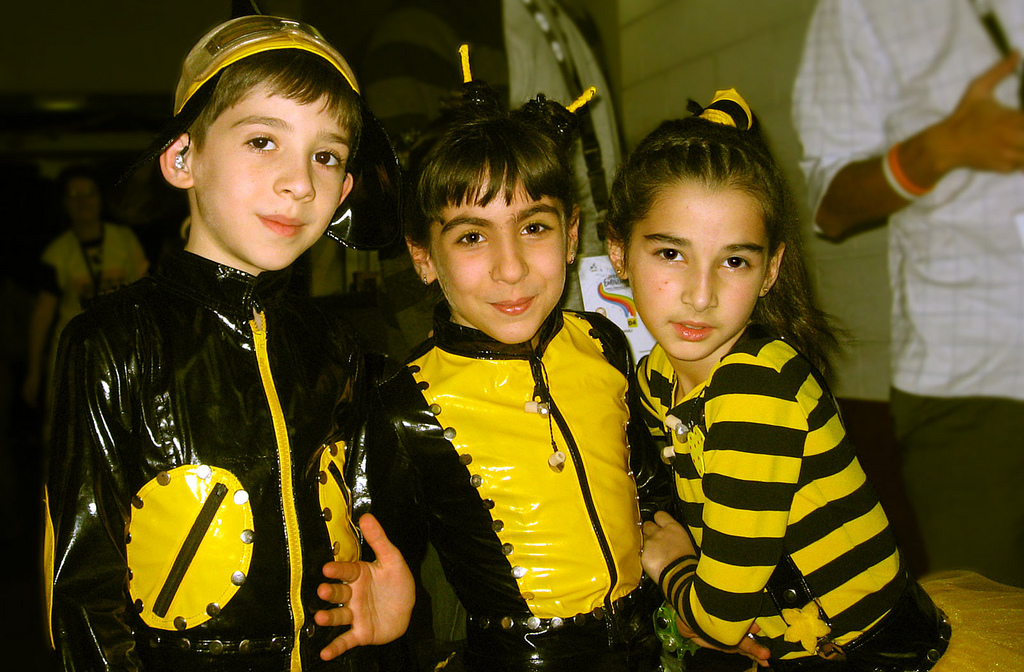
Bzikebi zorgde voor de eerste overwinning van Georgië op het Junior Eurovisiesongfestival met Bzzz

Het Junior Eurovisiesongfestival 2008 werd gehouden op 22 november 2008 in Limasol, Cyprus.
Het was het zesde Junior Eurovisiesongfestival en omdat Cyprus een Zuidwest-Aziatisch eiland is, het eerste dat buiten Europa plaatsvond. Het evenement vond plaats in het Spyros Kyprianou Athletic Center, de grootste sportarena van Cyprus, genoemd naar Spyros Kyprianou, die president van Cyprus was tussen 1977 en 1988.
Dit was de eerste keer dat op het Junior Eurovisiesongfestival een vakjury voor de helft van de stemmen instond. Via televoting zorgde het publiek voor de andere helft van de punten. Men kon al tijdens de show stemmen.
Voor het tweede jaar op rij ging de totale opbrengst van de televoting naar UNICEF, voor meer drinkbaar water. Alle deelnemers aan het festival zongen ook samen een lied, Hand in hand, om op te roepen zo veel mogelijk te stemmen en dus meer geld in te zamelen voor meer drinkbaar water in Afrikaanse landen. Tijdens het festival werden er korte reportages getoond, waarin de presentator van het festival in 2007, Sipke Jan Bousema, naar Afrika trok om de schrijnende toestand zonder drinkbaar water op te meten.
De puntentelling dreigde op het einde in het water te vallen, aangezien de vertegenwoordigers van Georgië en Macedonië geen geluid hadden op het ogenblik van de berichtgeving van de televoting. Ze werden naar het einde van de uitzending verschoven, waarna ze toch hun punten konden doorgeven.
Uiteindelijk won Georgië met het nummer Bzzz, waarbij de groep Bzikebi drie bijen uitbeeldde. Al van bij de eerste resultaten was duidelijk dat dit lied de winnaar zou worden. De winnaar van 2007, de Wit-Rus Aleksej Zjigalkovitsj, reikte te prijs uit aan de winnaars.
Azerbeidzjan wilde debuteren maar zag hier uiteindelijk van af en trok zich terug. Ook Israël en San Marino wilden debuteren, maar net als in 2004 trok Israël zich vroegtijdig terug en had San Marino te weinig deelnemers. Zowel Azerbeidzjan en Israël debuteerde wel op het Junior Eurovisiesongfestival 2012. San Marino maakte zijn debuut pas in 2013 in Kiev.
Voor België nam de 15-jarige Oliver Symons uit Sint-Job-in-'t-Goor deel. Uit een totaal van 548 inzendingen werd hij met het door hem geschreven nummer geselecteerd bij de 10 kandidaten die in de voorrondes aan de televisiekijker werden voorgesteld. Zowel in de voorrondes als in de halve finale won hij. Uiteindelijk won hij de finale, waardoor hij met zijn liedje Shut Up mocht deelnemen aan de Europese finale. De finale van de Belgische preselectie haalde 643.553 kijkers tijdens de finale (marktaandeel van 29,80 %, kijkdichtheid van 10,80 %). In Limasol werd hij uiteindelijk elfde, met 45 punten.
In België volgden 792.635 kijkers de strijd (marktaandeel van 35 %). In Nederland keken 545.000 mensen, wat vergeleken met 2007 bijna een halvering van de cijfers was.

## Resultaten
| Plaats | Land        | Taal                     | Artiest                       | Lied                     | Punten |
| ------ | ----------- | ------------------------ | ----------------------------- | ------------------------ | ------ |
| 1      | Georgië     | Verzonnen                | Bzikebi                       | Bzz..                    | 154    |
| 2      | Oekraïne    | Oekraïens                | Victoria Petryk               | Matrosy                  | 135    |
| 3      | Litouwen    | Litouws                  | Eglė Jurgaitytė               | Laiminga diena           | 103    |
| 4      | Malta       | Engels                   | Daniel Testa                  | Junior swing             | 100    |
| 5      | Macedonië   | Macedonisch              | Bobi Andonov                  | Prati mi SMS             | 93     |
| 6      | Wit-Rusland | Russisch en Wit-Russisch | Dasja, Alina & Karina         | Sertse Belaroesi         | 86     |
| 7      | Rusland     | Russisch                 | Michail Poentov               | Spit angel               | 73     |
| 8      | Armenië     | Armeens                  | Monika Manucharova            | Im ergi hnchuny          | 59     |
| 9      | Roemenië    | Roemeens                 | Mădălina & Andrada            | Salvati planeta          | 58     |
| 10     | Cyprus      | Grieks                   | Elena Mannouri & Charis Savva | Yioupi yia               | 46     |
| 11     | België      | Nederlands               | Oliver                        | Shut up                  | 45     |
| 12     | Servië      | Servisch                 | Maja Mazić                    | Uvek kad u nebo pogledam | 37     |
| 13     | Nederland   | Nederlands               | Marissa                       | 1 dag                    | 27     |
| 14     | Griekenland | Grieks                   | Niki Yiannouchou              | Kapoia nichta            | 19     |
| 15     | Bulgarije   | Bulgaars                 | Krestiana Kresteva            | Edna mechta              | 15     |

## Scorebord
| Deelnemers  | 12 p. | RO | AM | BY | RU | GR | GE | BE | BY | RS | MT | NL | UA | LT | MK | CY |
| ----------- | ----- | -- | -- | -- | -- | -- | -- | -- | -- | -- | -- | -- | -- | -- | -- | -- |
| Roemenië    | 12    |    | 4  | 2  | 2  | 2  | 2  | 2  | 1  | 5  | 3  | 2  | 4  | 1  | 8  | 8  |
| Armenië     | 12    | 3  |    | 5  | 6  | 6  | 8  | 6  | 7  | 0  | 0  | 3  | 3  | 0  | 0  | 0  |
| Wit-Rusland | 12    | 5  | 5  |    | 10 | 4  | 0  | 10 | 6  | 7  | 7  | 4  | 5  | 3  | 5  | 3  |
| Rusland     | 12    | 0  | 10 | 12 |    | 3  | 5  | 0  | 2  | 2  | 6  | 1  | 7  | 8  | 1  | 4  |
| Griekenland | 12    | 0  | 0  | 0  | 0  |    | 0  | 0  | 0  | 0  | 0  | 0  | 0  | 0  | 0  | 7  |
| Georgië     | 12    | 6  | 12 | 8  | 12 | 10 |    | 12 | 12 | 10 | 8  | 12 | 12 | 12 | 4  | 12 |
| België      | 12    | 2  | 2  | 1  | 1  | 0  | 4  |    | 0  | 3  | 2  | 10 | 2  | 4  | 2  | 0  |
| Bulgarije   | 12    | 0  | 0  | 0  | 0  | 0  | 0  | 0  |    | 0  | 0  | 0  | 0  | 0  | 3  | 0  |
| Servië      | 12    | 1  | 1  | 0  | 3  | 0  | 6  | 1  | 0  |    | 0  | 0  | 1  | 0  | 12 | 0  |
| Malta       | 12    | 7  | 7  | 4  | 5  | 7  | 7  | 7  | 8  | 1  |    | 6  | 10 | 7  | 6  | 6  |
| Nederland   | 12    | 0  | 0  | 3  | 0  | 0  | 0  | 5  | 0  | 0  | 1  |    | 0  | 5  | 0  | 1  |
| Oekraïne    | 12    | 12 | 8  | 10 | 8  | 8  | 12 | 3  | 10 | 6  | 12 | 7  |    | 10 | 7  | 10 |
| Litouwen    | 12    | 8  | 0  | 6  | 7  | 1  | 10 | 8  | 3  | 12 | 10 | 8  | 6  |    | 10 | 2  |
| Macedonië   | 12    | 10 | 6  | 7  | 4  | 5  | 3  | 4  | 5  | 8  | 5  | 5  | 8  | 6  |    | 5  |
| Cyprus      | 12    | 4  | 3  | 0  | 0  | 12 | 1  | 0  | 4  | 4  | 4  | 0  | 0  | 2  | 0  |    |

## 12 punten
| Aantal keer 12 | Land     | Gekregen van                                                               |
| -------------- | -------- | -------------------------------------------------------------------------- |
| 8              | Georgië  | Armenië, België, Bulgarije, Cyprus, Litouwen, Nederland, Oekraïne, Rusland |
| 3              | Oekraïne | Georgië, Malta, Roemenië                                                   |
| 1              | Cyprus   | Griekenland                                                                |
| 1              | Litouwen | Servië                                                                     |
| 1              | Servië   | Macedonië                                                                  |
| 1              | Rusland  | Wit-Rusland                                                                |

## Terugtrekkende landen

Deelnemende landen
Landen die in het verleden deelgenomen hebben

- Portugal deed niet meer mee door financiële problemen en slechte eindstanden.[bron?]
- Zweden stopte met het festival met als reden te weinig West-Europese deelnemende landen.[bron?]